# Robiola
Robiola ist ein italienischer Weichkäse aus der Stracchino-Familie.  Er stammt aus der Region Langhe und wird mit unterschiedlichen Anteilen von Kuh-, Ziegen- und Schafsmilch hergestellt.  Eine Theorie besagt, dass der Käse seinen Namen von der Stadt Robbio in der Provinz Pavia hat; eine andere besagt, dass der Name von dem Wort rubeole (rötlich) kommt, wegen der Farbe der gereiften Rinde.

## Sorten
Robiola-Sorten werden im gesamten Piemont von den Provinzen Cuneo, Asti und Alessandria bis in die Lombardei hergestellt. Sie ist eine der Spezialitäten des Aostatals. Der Geschmack und das Aussehen der Robiola variieren je nach Herstellungsort. Robiola di Roccaverano DOP / DOC hat keine Rinde und eine leicht strohgelbe Färbung mit einem süßen, nachgiebigen Geschmack. Der Robiola Lombardia hat eine dünne, milchig-weiße bis rosafarbene Rinde und wird oft in der Form von kleinen Rollen hergestellt. Der La Tur hat eine kuchenartige Rinde über einer würzig-laktischen Rahmschicht und ist ein Vertreter der piemontesischen Robiola-Käsesorte, bei der der frische Käsebruch in Formen geschöpft wird und vor der Reifung unter seinem eigenen Gewicht abtropft, anstatt mit Gewichten gepresst zu werden. Robiola aus der Region Piemont ist ein Frischkäse, der in der Regel pur oder mit etwas Honig gegessen wird.

## Geschichte
Der Käse hat eine lange Geschichte, die manchmal auf die Kelten und die Ligurer der Alta Langa zurückgeführt wird: Die Vorzüge eines Käses aus Ceba (heute Ceva) wurden von Plinius dem Älteren im ersten Jahrhundert gepriesen, aber eine Identifizierung dieses Käses mit dem heutigen Robiola ist spekulativ. Der Milchexperte Pantaleone da Confienza aus dem 15. Jahrhundert beschreibt in seiner Summa Lacticiniorum die Herstellung eines Käses mit diesem Namen und lobt dessen Qualität.

## Verwendung und Lagerung
Robiola wird im Allgemeinen als Tafelkäse serviert, entweder allein oder mit Öl, Salz und Pfeffer. Er muss nach dem Kauf richtig gelagert werden und hält sich bis zu einem Monat frisch. Der würzige Geschmack ist auf den Aufguss mit Wildkräutern zurückzuführen, die dort wachsen, wo die Tiere weiden. Robiola kann auch in der Küche verwendet werden, z. B. für die berühmten piemontesischen Gerichte „Risotto robiola“ und „Spaghetti aglio robiola“ (Spaghetti mit Knoblauch und Robiola) und andere Gerichte. Besondere Vorsicht ist bei der Lagerung des Käses geboten (nicht in Plastik einwickeln, da der Käse sonst „ersticken“ und verderben kann). Am besten wird er in seiner Rinde unverpackt oder in Papier eingewickelt im Kühlschrank aufbewahrt und innerhalb einer Woche nach dem Kauf verbraucht.